# 캐슬게이트 고정 전쟁 본부
캐슬게이트 고정전쟁본부(영어: Static War Headquarters Castlegate; SWHQ Castlegate)는 독일 노르트라인베스트팔렌주 린니치구 Glimbach 마을의 남동쪽에 설치된 북대서양 조약 기구의 지휘통제벙커이다. 브룬씜 연합합동군사령부 소속 독일군에서 관리하고 있다.
1960년부터 1969년까지 지하 6층에 큐브 형태, 높이 53 m, 폭 45 m, 길이 28 m로 85억 유로화를 들여서 건설되었다. 1천명 이상을 수용할 수 있다.

## 참고
1. ↑  ws (2002년 11월 6일). “Castle Gate” (독일어). 2015년 10월 12일에 확인함.

- “Militärstandorte in der Aachener Region” (독일어). www.akb-ac. 2015년 10월 26일에 원본 문서에서 보존된 문서. 2015년 10월 12일에 확인함.